# Nils-Joel Englund
Nils-Joel Englund (n. 9 aprilie 1907, Överluleå church parish⁠(d), Comitatul Norrbotten, Suedia – d. 22 iunie 1995, Q10699344⁠(d), Uppsala län, Suedia) a fost un schior de fond suedez, medaliat olimpic. A participat la o ediție a Jocurilor Olimpice (1936) în care a câștigat o medalie de bronz.

## Participări
Lista de mai jos prezintă principalele competiții la care a participat Nils-Joel Englund de-a lungul carierei.
- cross-country skiing at the 1936 Winter Olympics – men's 50 km[*]